# Australotitan
Australotitan („Australský titán“) byl rod titanosaurního sauropodního dinosaura, žijícího v období počínající pozdní křídy (geologické věky cenoman až turon, asi před 100 až 90 miliony let) na území dnešní severovýchodní Austrálie (stát Queensland). Formálně byl tento obří sauropod popsán týmem paleontologů v červnu roku 2021.

## Objev a popis
Fosilie částečně zachované postkraniální kostry, označené jako EMF 102 (přezdívka "Cooper"), byly objeveny roku 2005 v sedimentech geologického souvrství Winton (pánev Eromanga), na jedné z nejbohatších paleontologických lokalit v Austrálii. Podle odhadů se jednalo o obřího sauropoda, dosahujícího výšky 5 až 6,5 metru v kyčlích a délky 25 až 30 metrů. Hmotnost dosahovala pravděpodobně mnoha desítek tun.

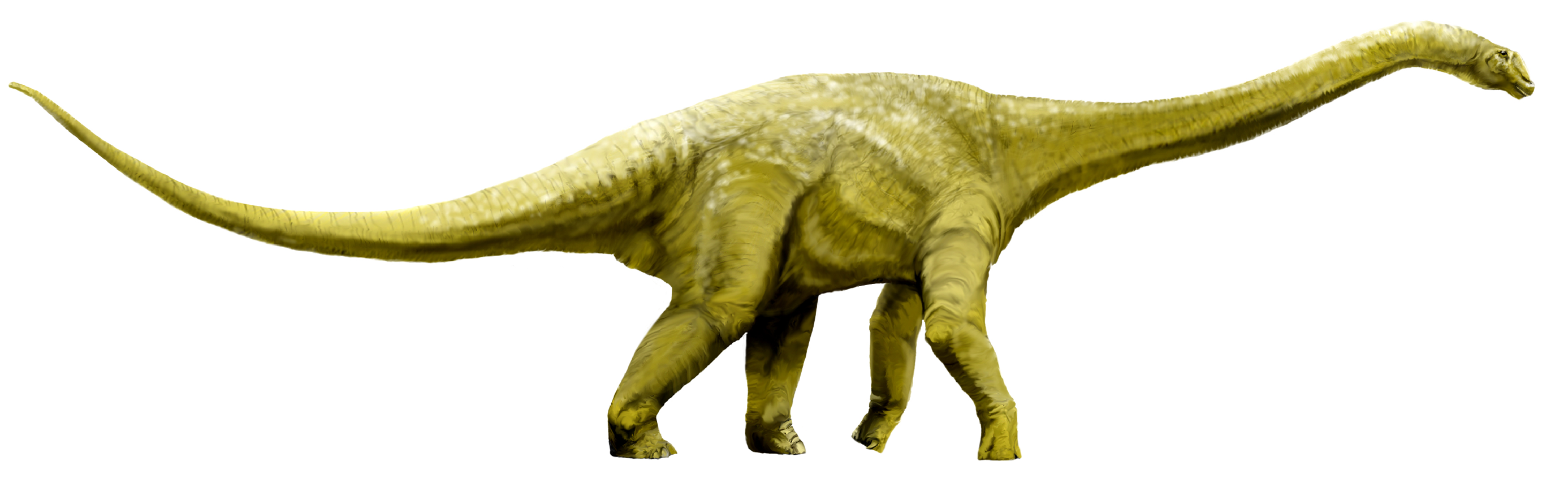
Příbuzný rod Wintonotitan.

## Zařazení
Australotitan patřil do kladu Titanosauria. Mezi jemu nejbližší rody patřily taxony Diamantinasaurus, Wintonotitan a Savannasaurus a případně také Sarmientosaurus, Baotianmansaurus, Dongyangosaurus, Erketu a Pitekunsaurus. Je možné, že lze tento rod řadit do nově stanoveného kladu Diamantinasauria.